# Rinaldo Bonacolsi

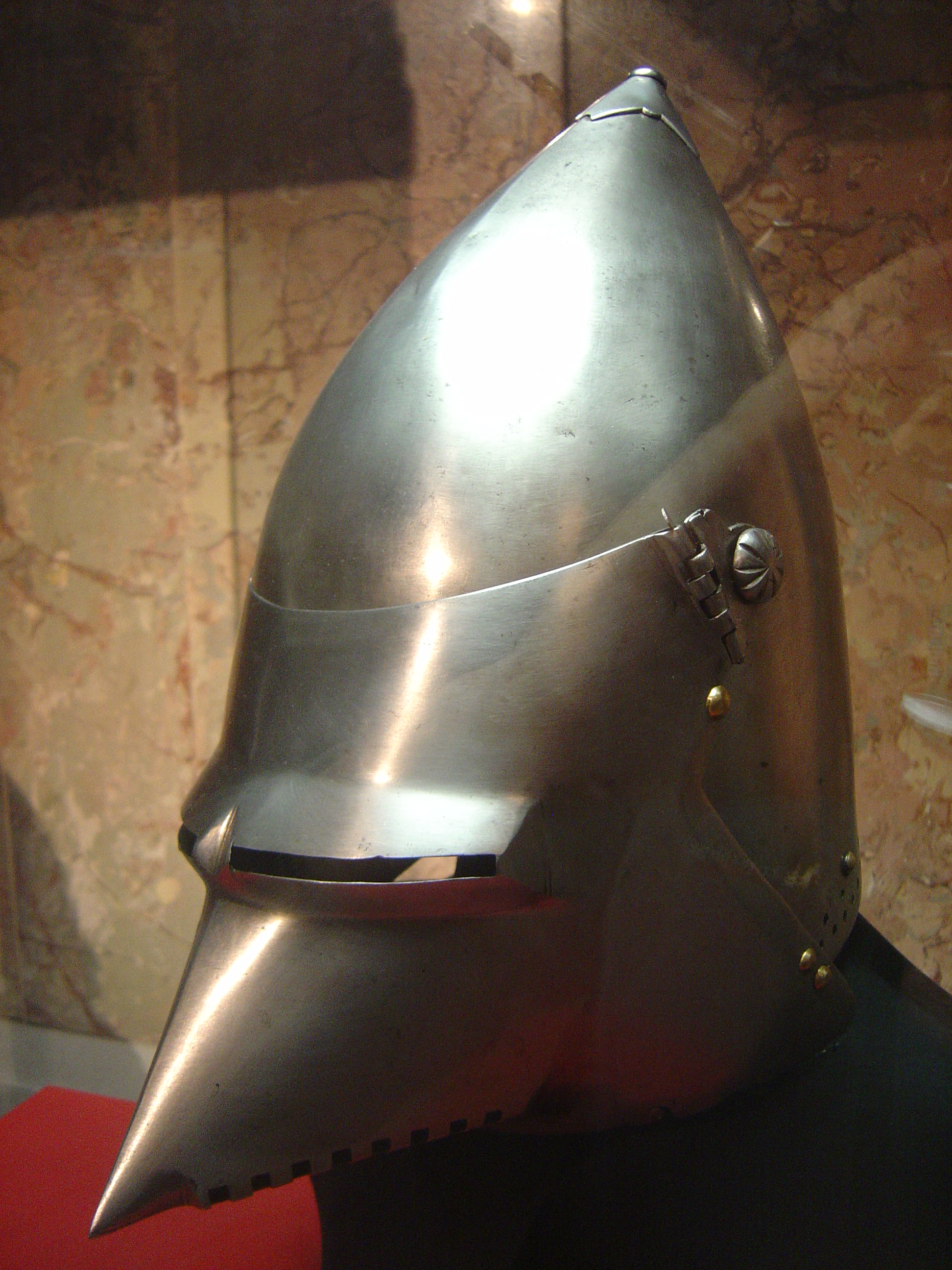
Típico yelmo con babera en forma de pico de gorrión que usaba Rinaldo y al que debe su apodo ("gorrión" = "passero" en italiano).

Rinaldo Bonacolsi (1278 - Mantua, 16 de agosto de 1328), llamado Passerino fue el último señor de Mantua de la familia Bonacolsi, entre 1308 y 1328. Era hermano de Guido Bonacolsi y nieto de Pinamonte Bonacolsi, el fundador de la dinastía.

## Señor de Mantua
El emperador nombró a Rinaldo Bonacolsi señor hereditario en 1308 y durante un año compartió el señorío con su hermano Guido. Su padre tenía ambiciones en la ciudad, y seguramente el propio Rinaldo provocó los disturbios en la ciudad de 1310. En 1312 el podestà propuso que Rinaldo se pusiese a la cabeza de todos los asuntos públicos porque está capacitado para defender la ciudad; y Passerino entró en la ciudad con aire triunfal. El dominio de los Bonacolsi creció adquiriendo una impronta cada vez más regional, y Rinaldo empezó a pasar más tiempo en Módena, donde fue nombrado Señor el 24 de julio de 1312; dejando el gobierno de Mantua en manos de su hermano Buenaventura Butirone. Ese mismo año también se le nombró señor de Carpi, consiguió concluir una tregua entre Módena y Reggio y en 1313 nombró podestà de Reggio a un ciudadano de Mantua: Luigi Gonzaga, hijo de Conrado di Gonzaga, quien había sido consejero de Guido Bonacolsi.
Passerino se instaló poco después en Módena y nombró a su hijo Francesco, capitán del pueblo de Mantua, mientras que nombraba a los dos hijos naturales de Butirone vicarios perpetuos. También fue nombrado en 1316 señor de Cremona.

## Ruptura con la Iglesia
El año 1318 fue el de la ofensiva antigibelina del Papa Juan XXII aprovechado la muerte del emperador Enrique VII en 1313 sin que aun hubiese sido coronado un sucesor. Además el Papa no quiso reconocer los títulos de vicario que el emperador había otorgado a los Visconti, a los della Scala y a los Bonacolsi. Esta situación no fue aceptada por Rinaldo, que decidió actuar contra el ejército papal. Unió sus fuerzas a las de los d’Este, Visconti y della Scalla y atacaron Bolonia, destruyéndola completamente. No tardó en ser excomulgado, pero Passerino lo ignoró y asaltó al gobernador papal Raimundo, asesinándolo y quedándose con una gran suma que éste llevaba a la Santa Sede a Roma.
Consiguientemente es invitado a comparecer ante el papa para someterse a un proceso, bajo la amenaza de excomunión de la ciudad que eventualmente lo acogiese. Además, se le acusaba de haber desempeñado su cargo de vicario imperial con tiranía en Mantua y Módena y de haber impuesto cargas injustas a los eclesiásticos. Ante la amenaza del Papa, Módena se rebela y las posesiones de Rinaldo son sitiadas y conquistadas. Comienza el declive de los Bonacolsi.
En ese momento Passerino recurre al Imperio. Durante una reunión en Orzinuovi de los representantes gibelinos en Italia, el 2 de agosto de 1327, Luis IV de Baviera, que ostentaba la corona de Italia, promete ayudar a Passerino a cambio de dinero. Poco después Passerino es confirmado como vicario imperial y obtiene una importante concesión: los bienes de cualquier persona prominente de Mantua que sea culpable de rebelión pasarán automáticamente a ser propiedad de Rinaldo.

## Golpe de Estado

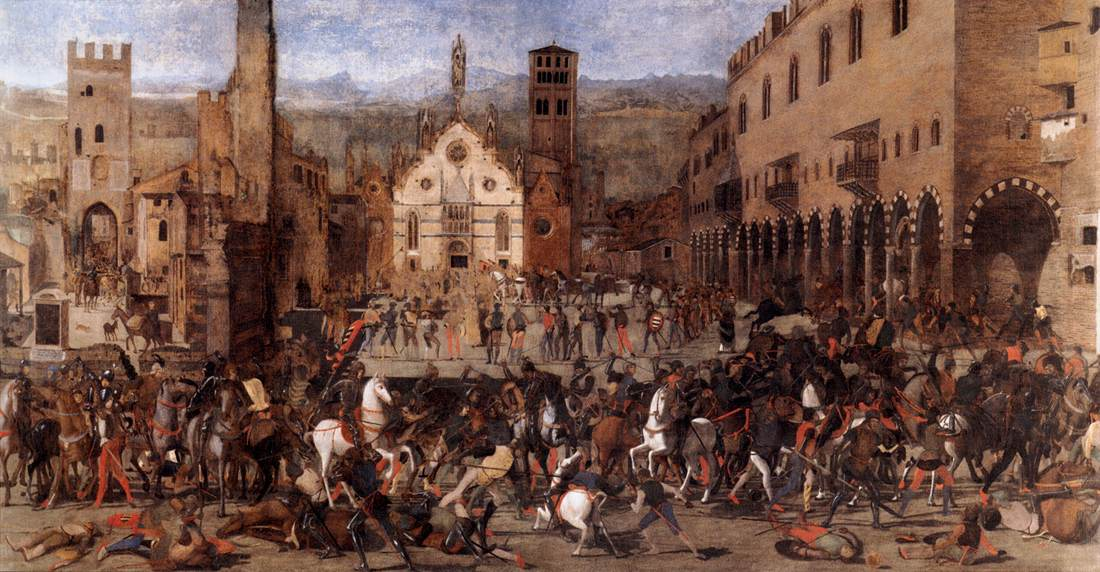
Domenico Morone, La cacciata dei Bonacolsi (Palacio Ducal de Mantua), en la que se representa la noche del 16 de agosto de 1328.

Mientras tanto, Luigi Gonzaga, Capitán del Pueblo, conspiraba para que la gente viese a Rinaldo como un tirano. Luis había medrado política y económicamente a lo largo de los años, y en estos momentos se mostraba como un valiente amigo del pueblo y defensor de la libertad. Tras varias reuniones con los enemigos de los Bonacolsi consiguió el apoyo de los della Scala.
La noche de la rebelión llegó el 16 de agosto de 1328, cuando el pueblo se levantó interrumpiendo el sueño de Passerino. Parece ser que Passerino fue herido por Alberto da Saviola (aunque la historiografía filiogonzaguesca nombra al propio Luigi) durante las escaramuzas callejeras que intentaban contener la rebelión, e intentó refugiarse en su palacio a caballo; pero al ir a entrar apresuradamente, se golpeó la cabeza con el quicio de la puerta y falleció. La familia Gonzaga y luego su rama de Nevers mantuvieron su autoridad y la independencia de Mantua hasta 1708.
La más de media centuria de gobierno de los Bonacolsi fue muy próspera y preciosa desde el punto de vista cultural y ha sido magnífico el legado llegado a nuestros días por el arte y los edificios construidos. Además, entre 1303 y 1311 se redactaron los Estatutos Bonacolsiani, que fueron el código de leyes que regularon la vida en Mantua durante los siglos de gobierno Gonzaga. Estos estatutos recogían en diez libros las colecciones de leyes consulares (1116-1187), de podestá (1187-1274) y la dictadura (1274 hasta principios del siglo XIV).

## Descendencia
Rinaldo se casó con Alisa d’Este, hija de Aldobrandino II, marqués d’Este y señor de Ferrara. Pero solo tuvo tres hijos bastardos:
- Giovanni, que fue abad de San Andrés de Mantua;
- Francesco, capitán de Mantua en 1321;
- Berardo, que fue castellano de Villa Imperta, cedió el feudo a la abadía de San Zenón de Verona en 1297, y dejó una hija llamada Samaritana.

Francesco y Giovanni fueron encarcelados junto a sus primos Guidotti y Pinamonte (hijos de su tío Buenaventura Bonacolsi Butirone) en Castellaro el 16 de agosto de 1328 y dejados morir de hambre allí. Berardo, en cambio, consiguió huir.

## Historia de su cadáver

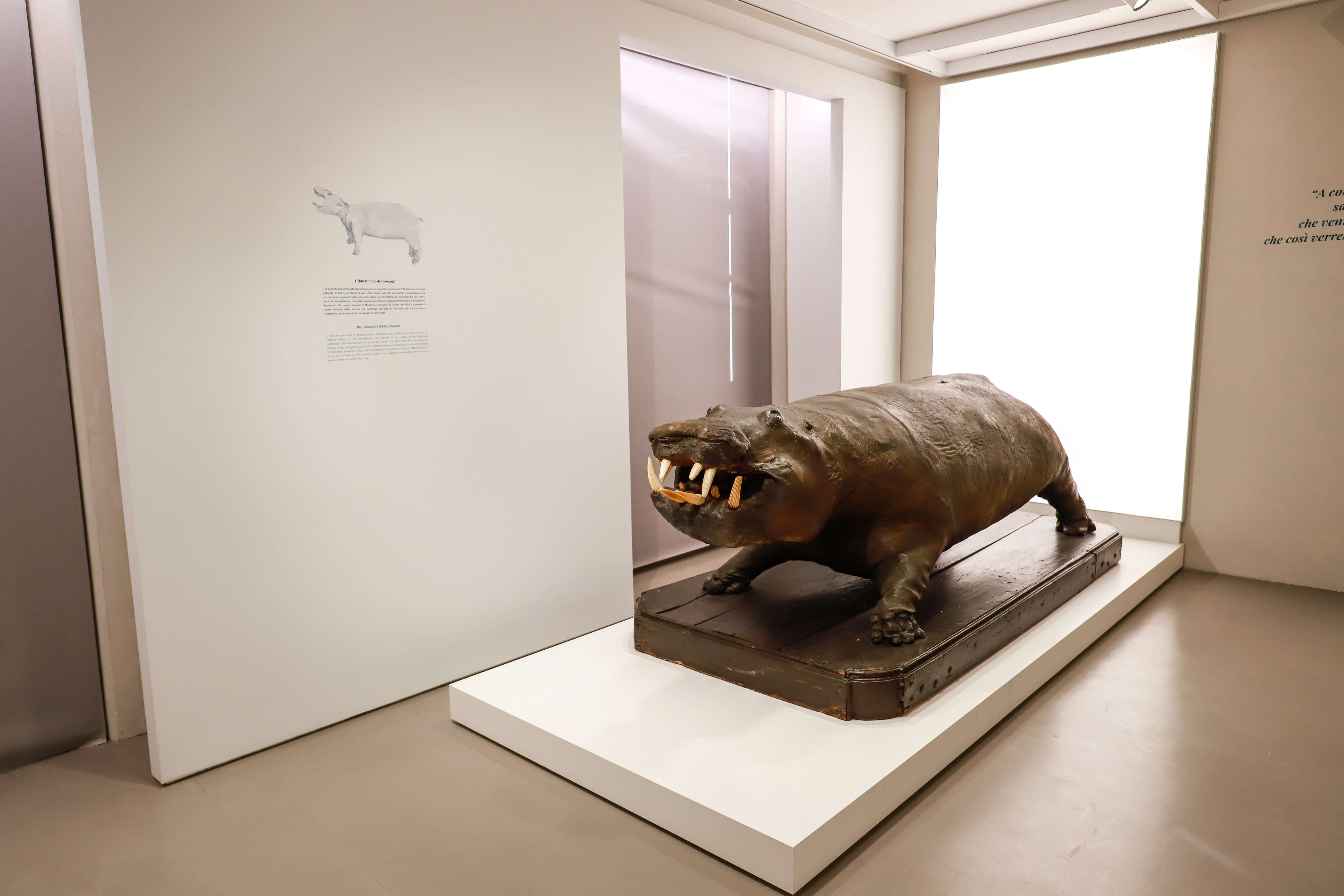
Museo de Historia Natural de Pavía, el hipopótamo del Palacio Ducal sobre el que se colocó el cuerpo momificado de Passerino Bonacolsi (a horcajadas sobre el animal).

Luigi Gonzaga era muy aficionado a coleccionar curiosidades, algunas macabras y otras que en aquella época se consideraban auténticas. En su colección destacaban un armadillo, una vaca marina, la piel de un cocodrilo, el cuerno de un unicornio, la cría de un dragón de siete cabezas y la cabeza embalsamada de un hombre. Ludovico quiso conservar el cadáver del último Bonacolsi y ordenó que se embalsamase. Cualquiera que acudiese a su palacio podía contemplar el cadáver de Rinaldo con dos horribles heridas: una en el costado y otra en el cráneo. Rinaldo Bonacolsi permaneció expuesto en el palacio de los Gonzaga hasta que la última duquesa de Mantua, harta de tener que ver a diario esa macabra momia, ordenó que se tirase a un lago. Poco después los Gonzaga perdieron sus posesiones por la Guerra de Sucesión Española. Entonces se creó la leyenda de que el cadáver del último Bonacolsi salvaguardaba las posesiones de los Gonzaga.
A principios del siglo XVII, el cuerpo embalsamado de Passerino Bonacolsi se exhibió en el interior del Palacio Ducal a horcajadas sobre un hipopótamo disecado. En 1783, el gobierno austriaco transportó al hipopótamo al Museo de Historia Natural de Pavía, donde se guardaba todo.
| Predecesor: Guido | Señor de Mantua 1308–1328 | Sucesor: Luis I Gonzaga |